# Воеводы русские

Герб Русского воеводства

Воевода русский (пол. wojewoda ruski; укр. воєвода руський; лат. palatinus russiae) — должность главы Русского воеводства в Королевстве Польском и Речи Посполитой. Существовала на протяжении 1434—1794 годов. Резиденция воеводы русского была во Львове, административном центре воеводства.

## Список воевод Русских

### Во времена династииЯгеллонов
| № | Период    | Имя                  | Даты рождения и смерти | Комментарии |
| - | --------- | -------------------- | ---------------------- | ----------- |
| 1 | 1434—1437 | Ян Менжик из Дубравы |                        |             |
| 2 | 1437—1450 | Пётр Одровонж        | умер 1450              |             |

- Андрей Одровонж (1452—1465)
- Станислав Ходецкий (1466—1474)
- Спитек III Ярославский (1474—1479)
- Ян Одровонж (1479—1485)
- Ян Пилевский (1485—1496)
- Андрей Фредро (1496)
- Никола Тенчинский (1496—1497)
- Якуб Бучацкий (1497—1501)
- Ян-Амор Тарновський (1501—1507)
- Ян Фредро из Нежнова (1507)
- Станислав Кмита из Виснича (1507—1511)
- Ян Одровонж (1511—1513)
- Отто Ходецкий (1515—1527)
- Ян-Амор Тарновский (великий гетман коронный) (1527—1535)
- Ян Тенчинский [источник не указан 4821 день] (1536—1537)
- Станислав I Одровонж (1537—1542)
- Станислав II Одровонж (1542—1545)
- Пётр Фирлей (1545—1553)

### Во времена выборности монархов
| №  | Период    | Имя                           | Даты рождения и смерти | Комментарии             |
| -- | --------- | ----------------------------- | ---------------------- | ----------------------- |
| 1  | 1553—1569 | Сенявский, Николай            |                        | Великий гетман коронный |
| 2  | 1569—1575 | Язловецкий, Ежи               |                        | Великий гетман коронный |
| 3  | 1576—1582 | Иероним Сенявский             |                        |                         |
| 4  | 1585—1588 | Станислав Жолкевский          |                        |                         |
| 5  | 1588—1593 | Никола Гербурт                |                        |                         |
| 6  | 1604—1612 | Станислав Гольский            |                        |                         |
| 7  | 1613—1628 | Иван Данилович                |                        |                         |
| 8  | 1628—1638 | Станислав Любомирский         |                        |                         |
| 9  | 1638—1641 | Константин Вишневецкий        |                        |                         |
| 10 | 1641—1646 | Якуб Собеский                 |                        |                         |
| 11 | 1646—1651 | Иеремей Вишневецкий           |                        |                         |
| 12 | 1652—1657 | Станислав Лянцкоронский       |                        | Польный гетман коронный |
| 13 | 1657—1664 | Стефан Чарнецкий              |                        |                         |
| 14 | 1664—1692 | Станислав-Ян Яблоновский      |                        | Великий гетман коронный |
| 15 | 1692—1697 | Марек Матчинский              |                        |                         |
| 16 | 1697—1731 | Ян-Станислав Яблоновский      |                        |                         |
| 17 | 1731—1782 | Август-Александр Чарторыйский |                        |                         |
| 18 | 1782—1788 | Станислав-Щенсны Потоцкий     |                        |                         |
| 19 | 1791—1794 | Ян Кицкий                     |                        |                         |